# Araneus phaleratus
Araneus phaleratus är en spindelart som först beskrevs av Arthur Urquhart 1893.  Araneus phaleratus ingår i släktet Araneus och familjen hjulspindlar.
Artens utbredningsområde är Tasmanien. Inga underarter finns listade i Catalogue of Life.